# Orion és a Sötétség
Az Orion és a Sötétség (eredeti cím: Orion and the Dark) 2024-ben bemutatott amerikai 3D-s számítógépes animációs fantasy filmvígjáték, amelyet Sean Charmatz rendezett.
Amerikában és Magyarországon 2024. február 2-án mutatták be a Netflixen.

## Cselekmény
Orion egy rendkívül nyugtalan 11 éves gyerek, akinek irracionális félelmeiről hosszú listája van. Félelmeit naplójába jegyzi fel, és attól fél, hogy Sally, az iskolai szerelme visszautasítja a közelgő planetáriumi kiránduláson. Az egyik éjszaka, egy hirtelen áramszünet után Oriont a hálószobájában Sötétség, a legrosszabb félelmének megtestesítője fogadja. Sötétség megunja Orion állandó panaszkodását, és felajánlja, elviszi egy utazásra, hogy segítsen neki legyőzni félelmeit, megmutatva neki az éjszaka előnyeit és csodáit. Útközben kiderül, hogy a felnőtt Orion a történetet kislányának, Hypatiának meséli el, ezzel segítve neki a félelmei leküzdésében.
Útjuk során Sötétség, Alvás, Álmatlanság, Csend, Rejtélyes Zaj és Édes álom nevű társaival ismerteti meg Oriont. Sötétség rábeszéli őket, hogy Orion tanúja lehessen a munkájuknak, amit ők vonakodva elfogadnak. Utazásuk során Sötétség megmutatja Orionnak, hogy Csend hogyan távolítja el a környezeti zajokat, Alvás elaltatja az embereket, Álmatlanság félelmet kelt és felébreszt néhány embert, Rejtélyes Zaj különféle hangokat hoz létre a házakon kívül és Édes álom pedig csodálatos álmokat készít. Eleinte Orion félelmetes viselkedése akadályozza az éjszakai lények munkáját, de ahogy Orion megismerkedik és végül összebarátkozik Sötétséggel, segít azok feladataiban. Orion rövid időre találkozik Fénnyel, Sötétség ősellenségével is, aki reggel a nappali fényt, míg Sötétség az esti éjszakát hozza.
Ahogy folytatják útjukat, Orion akaratlanul rájön, jobban szereti a fényt, mint a sötétséget, mivel a fényben biztonságban és melegben érzi magát. A többi lény lehangoltan feladja az éjszakai feladatokat, és nappal dolgozik. Sötétség dühös és szomorú, amiért magára hagyták, ezért megáll egy hegycsúcson. A bűnös Orion könyörög sötétségnek, hogy mozduljon, mielőtt a fény áthatol rajta és feloldja, de Sötétség nem mozdul, végül eltűnik és magára hagyja Oriont. Orion most már egyedül ül a hegycsúcson, amiről rájön, egy repülő teknős hátán van, és szégyelli magát tettei miatt.
Miután a történet véget ér, az immár felnőtt Orion és lánya, Hypatia a városon keresztül a planetáriumba sétálnak. Hypatia megdöbben a befejezésen, és egy másik történetet javasol. Amikor a lány átveszi a történetet, Oriont, aki most egyedül van a tengerparton, Hypatia üdvözli, és megígéri neki, hogy segít. Elmond egy verset, amelyet az eddigi történet alapján írt, és az éjszakai lények visszatérnek, miután tanúi lettek annak a káosznak, amelyet a végtelen nappali fény okoz a világ természetes egyensúlyát fenntartó éjszaka nélkül. Emlékezve arra, hogy Sötétség Orion legnagyobb félelmének szó szerinti megtestesülése, rájönnek, hogy Orionnak aludnia kell, és Sötétségről kell álmodnia, így visszahozhatják őt.
Álom segítségével a két gyerek behatol Orion tudatalattijába, és sikeresen elővarázsolják Sötétséget az első találkozásuk emlékéből Orion hálószobájába. A viszontlátás azonban félbeszakad, amikor kinyílik a szekrénye ajtaja, feltárva egy fekete lyukat, amelyet Sötétség megpróbál magához vonzani. Orion végül megtanulja elfogadni a félelmeit, és beugrik, hogy megmentse Sötétséget, miközben Csend finoman felébreszti őt, éppen időben ahhoz, hogy kijussanak az álomból. Sötétség újra megjelenik, helyreállítja a világ természetes rendjét, és visszaviszi a gyerekeket Orion házába, mielőtt elbúcsúzik tőlük. Sötétség távozása után Hypatia immár 20 éve a múltjában ragadt, és nincs lehetősége hazatérni. Ez a probléma azonban megoldódik, amikor egy Tycho nevű kisfiú érkezik egy időgéppel, hogy visszahozza Hypatiát.
A történet ismét véget ér, és kiderül, a felnőtt Hypatia a fiának, Tychónak meséli el a történetet. A történet végén Hypatia kimegy, hogy jó éjszakát kívánjon apjának és anyjának, az immár jóval idősebb Orionnak és Sallynek, miközben a jelenet visszatér az elejére, ahol a fiatal Orion és Sally a planetáriumi kiránduláson a csillagokat nézik.

## Szereplők
| Szereplő                   | Eredeti hang                | Magyar hang      |
| -------------------------- | --------------------------- | ---------------- |
| Orion Mendelson            | Jacob Tremblay              | Vida Bálint      |
| Orion Mendelson            | Colin Hanks (felnőtt)       | Crespo Rodrigo   |
| Sötétség                   | Paul Walter Hauser          | Gémes Antos      |
| Édes álom                  | Angela Bassett              | Kocsis Mariann   |
| Fény                       | Ike Barinholtz              | Szabó Győző      |
| Alvás                      | Natasia Demetriou           | Jankovics Anna   |
| Rejtélyes zajok            | Golda Rosheuvel             | Hegyi Barbara    |
| Álmatlanság                | Nat Faxon                   | Seder Gábor      |
| Csend                      | Aparna Nancherla            | Bercsényi Péter  |
| Orion anyja                | Carla Gugino                | Haumann Petra    |
| Dom Mendelson (Orion apja) | Matt Dellapina              | Vida Péter       |
| Hypatia                    | Mia Akemi Brown             | Schmidt Karolina |
| Hypatia                    | Shannon Chan-Kent (felnőtt) | Schmidt Antónia  |
| Sally                      | Shino Nakamichi             | Zrinyi-Gál Réka  |
| Sally                      | Ren Hanami (felnőtt)        | Krucsó Rita      |
| Richi Panichi              | Jack Fisher                 | Tóth Csanád      |
| Tycho                      | Nick Kishiyama              | Endrődy Regő     |
| narrátor                   | Werner Herzog               | Barbinek Péter   |

### Magyar változat
- Magyar szöveg: Molnár Levente
- Hangmérnök: Pataki Tamás
- Vágó: Simkóné Varga Erzsébet
- Gyártásvezető: Hódos Edina
- Szinkronrendező: Bercsényi Péter
- Produkciós vezető: Popa Kinga

A szinkront a Mafilm Audio Kft. készítette el.

## A film készítése
2023. június 12-én jelentették be, hogy a Netflix és a DreamWorks Animation együttműködött a Charlie Kaufman által írt film elkészítésében, és még aznap több részletet is megosztottak az éves Annecy Nemzetközi Animációs Filmfesztiválon. Jacob Tremblay, Paul Walter Hauser és Werner Herzog szinkronszerepét is bejelentették. Emellett Lloyd Taylor, aki a Kémesítve és a Nimona című animációs filmeken dolgozott, Brandon Sawyerrel közösen a film további forgatókönyvi anyagát készítette, így a Trollok: Együtt a banda után ez a második film, amelyen Taylor a DreamWorksnek dolgozott.
2024 januárjában további szinkronszereplőket jelentettek be, többek között; Ike Barinholtz, Angela Bassett, Colin Hanks és Carla Gugino.

## Bemutató
Az Orion és a Sötétség világpremierje 2024. január 27-én volt, a Los Angeles-i TUDUM Theater előadásának nyitómatinéjaként. 2024. február 2-án jelent meg a Netflixen.

## Fogadtatás
A Rotten Tomatoes weboldalon 92%-os értékelést kapott 76 kritika alapján, az átlagos értékelése 7,1 pont a 10-ből. Az oldal szöveges összefoglalója szerint: „Az Orion és a Sötétség egy szokatlanul ambiciózus animációs film, amely Charlie Kaufman forgatókönyvéből táplálkozik, és nem fél az egzisztenciális gondolatoktól sem.” A Metacritic oldalán 72 pontot kapott a 100-ból (23 kritika lapján), ami „általánosságban kedvező” értékelést jelent.